# Konopne (przystanek kolejowy)
Konopne – przystanek osobowy w Hostynnem, w gminie Werbkowice, w powiecie hrubieszowskim, w województwie lubelskim. Położony jest przy linii kolejowej z Zawady do Hrubieszowa Miasto. Został oddany do użytku w 1916 roku.